# Ballao
Ballao – miejscowość i gmina we Włoszech, w regionie Sardynia, w prowincji Sud Saregna. Graniczy z Armungia, Escalaplano, Goni, Muravera, Perdasdefogu, San Nicolò Gerrei, San Vito, Silius i Villaputzu.
Według danych na rok 2004 gminę zamieszkiwało 971 osób, 21,1 os./km².